# Dendronephthya thuja
Dendronephthya thuja är en korallart som beskrevs av Henderson 1909. Dendronephthya thuja ingår i släktet Dendronephthya och familjen Nephtheidae. Inga underarter finns listade i Catalogue of Life.